# Partido Democrático de Vietnam
El Partido Democrático de Vietnam (en vietnamita: Đảng Dân chủ Việt Nam) fue un partido político en Vietnam del Norte y la República Socialista de Vietnam. Fue fundado el 30 de julio de 1944 para unir la pequeña burguesía y la intelligentsia. Formó parte del Vietminh. De 1954 a 1975 estuvo activo en Vietnam del Norte y de 1975 a 1988 en el Vietnam reunificado. Apoyaba la línea del Partido Comunista de Vietnam.
Era miembro del Frente de la Patria de Vietnam y estuvo representado en el Parlamento y el gobierno vietnamita. Su líder fue Nghiem Xuan Yem. El partido (junto con el otro partido no comunista: el Partido Socialista de Vietnam) fue disuelto en 1988.
En 2006 una organización disidente con el mismo nombre del partido fue creada. Hoang Minh Chinh, miembro del antiguo partido, estuvo involucrado en su fundación.